# Wiesław Jakubowiak
Wiesław Jakubowiak – polski lekarz i urzędnik państwowy, w latach 1992–1995 podsekretarz stanu w Ministerstwie Zdrowia i Opieki Społecznej.

## Życiorys
Z zawodu lekarz. Na początku lat 90. był dyrektorem Departamentu Polityki Zdrowotnej w Ministerstwie Zdrowia i Opieki Społecznej, gdzie odpowiadał m.in. za stworzenie Rejestru Usług Medycznych. Od 24 września 1992 do 31 marca 1995 pełnił funkcję podsekretarza stanu w tym resorcie. Później związał się ze Światową Organizacją Zdrowia, gdzie zajmował się programami dotyczącymi gruźlicy.